# Zero in condotta (serie animata)
Zero in condotta (The New Archies) è una serie televisiva a disegni animati prodotta nel 1987 da Saban Entertainment e DiC Entertainment; si compone di 13 episodi. Archie Comics creò anche il relativo fumetto, ma la sua pubblicazione non durò a lungo.

## Trama
Questa serie riprende i personaggi "classici" di Archie Comics, studenti liceali, immaginandoli ad un'età pre-adolescenziale. Sono presenti tutti protagonisti del precedente cartone Filmation con in più l'aggiunta di Eugene e Amani, due personaggi di colore.
Nello stesso periodo negli Stati Uniti fu trasmessa una breve serie dal vivo, con lo stesso titolo e lo stesso format, trasmessa su The Family Channel nel 1991 e molto dopo, nel 1998, anche su Toon Disney. Parallelamente fu pubblicato anche il relativo fumetto The New Archies, ma ebbe vita breve.

## Doppiaggio
Il doppiaggio italiano è stato effettuato presso lo studio Micki, sotto la direzione di Dino De Luca.
| Personaggio        | Doppiatore originale | Doppiatore italiano |
| ------------------ | -------------------- | ------------------- |
| Archie             | J.Michael Roncetti   | Francesco Bulckaen  |
| Reggie             | Sunny Besen Thrasher | Davide Lepore       |
| Mostarda (Jughead) | Michael Fantini      | Fabrizio Mazzotta   |
| Betty              | Lisa Coristine       | Monica Bertolotti   |
| Veronica           | Alyson Court         | Rossella Acerbo     |
| Eugene             | Colin Waterman       | Alessandro Quarta   |

## Episodi
| nº | Titolo originale                  | Titolo italiano | Prima TV USA      | Prima TV Italia |
| -- | --------------------------------- | --------------- | ----------------- | --------------- |
| 1  | The Visitor                       |                 | 12 settembre 1987 | 12 marzo 1990   |
| 1  | Ballot Box Blues                  |                 | 12 settembre 1987 | 12 marzo 1990   |
| 2  | The Last Laugh                    |                 | 19 settembre 1987 |                 |
| 2  | Thief! (Of Hearts)                |                 | 19 settembre 1987 |                 |
| 3  | I Got To Be Me, Or Is It You?     |                 | 26 settembre 1987 |                 |
| 3  | Sir Jughead Jones                 |                 | 26 settembre 1987 |                 |
| 4  | The Awful Truth                   |                 | 3 ottobre 1987    |                 |
| 4  | Jughead Predicts                  |                 | 3 ottobre 1987    |                 |
| 5  | Future Shock                      |                 | 10 ottobre 1987   |                 |
| 5  | Stealing The Show                 |                 | 10 ottobre 1987   |                 |
| 6  | Hamburger Helpers                 | La scommessa    | 17 ottobre 1987   |                 |
| 6  | Goodbye Ms. Grundy                |                 | 17 ottobre 1987   |                 |
| 7  | Red To The Rescue                 |                 | 24 ottobre 1987   |                 |
| 7  | Jughead The Jinx                  |                 | 24 ottobre 1987   |                 |
| 8  | Telegraph, Telephone, Tell Reggie |                 | 31 ottobre 1987   |                 |
| 8  | Wooden It Be Loverly              |                 | 31 ottobre 1987   |                 |
| 9  | I Was A 12 Year Old Werewolf      |                 | 7 novembre 1987   |                 |
| 9  | The Prince Of Riverdale           |                 | 7 novembre 1987   |                 |
| 10 | Loose Lips Stops Slips            |                 | 14 novembre 1987  |                 |
| 10 | A Change Of Minds                 |                 | 14 novembre 1987  |                 |
| 11 | Incredible Shrinking Archie       |                 | 21 novembre 1987  |                 |
| 11 | Gunk For Gold                     |                 | 21 novembre 1987  |                 |
| 12 | Jughead's Millions                |                 | 28 novembre 1987  |                 |
| 12 | Making Of Mr. Richteous           |                 | 28 novembre 1987  |                 |
| 13 | Take My Butler, Please            |                 | 5 dicembre 1987   | 11 maggio 1990  |
| 13 | Horray For Hollywood              |                 | 5 dicembre 1987   | 11 maggio 1990  |